# Erdély Csanád
Erdély Csanád (Dunaújváros, 1996. április 5. –) válogatott jégkorongozó, jelenleg a Fehérvár AV 19 játékosa.
2015 májusában draftolta a Sioux Falls Stampede a 220. helyen.
2023 nyarán a dán Esbjerg játékosa lett. Csapatával második lett a dán bajnokságban. Még áprilisban visszaigazolt Fehérvárra.

## Díjai, elismerései
- Aranyalma díj (2014)[6]